# Ökologieorientierte Betriebswirtschaftslehre
Die Ökologieorientierte Betriebswirtschaftslehre (auch Betriebliche Umweltökonomie) stellt ein Teilgebiet der Betriebswirtschaftslehre dar. Sie bezieht sich nicht nur auf eine Funktion innerhalb des Unternehmens, sondern greift in alle Teilbereiche der Wertschöpfungskette von der Beschaffung bis zum Vertrieb ein. Ihr Ziel ist es, den durch wirtschaftliches Handeln entstandenen Schaden zu vermeiden, vermindern oder vorzubeugen. Durch diese vordergründig ökologische Betrachtungsweise können aber auch ökonomische Vorteile entstehen (z. B. Kostensenkung durch Einsparung von Ressourcen). Durch eine ökologieorientierte Unternehmensführung wird die betriebliche Steuerung unter bewusster Berücksichtigung ökologischer Aspekte angestrebt.

## Aufgabenfeld der ökologieorientierten Betriebswirtschaftslehre
Um das Aufgabenumfeld erfassen zu können, ist wichtig zu erkennen, dass die ökologieorientierte Betriebswirtschaftslehre nicht als isolierte Disziplin betrachtet werden darf. Vielmehr stellt sie einen fachübergreifenden Teilbereich dar, der Einfluss auf fast alle Wissensbereiche der Betriebswirtschaftslehre hat, d. h. in allen anderen Disziplinen ergeben sich Problemstellungen der Umweltökonomie. Darin ist auch die Begründung für das umfangreiche Aufgabenfeld zu sehen.

## Entwicklungsgeschichte
Die direkte Auseinandersetzung der Wirtschaft mit den Themen Nachhaltigkeit und Umweltschutz setzte erst in den 1970er Jahren ein. Wesentlich haben dazu die UN-Umweltkonferenz 1972 in Stockholm sowie die Ölkrise 1973/74 beigetragen. Vorher gab es lediglich vereinzelte Ansätze und Programme, die allerdings bis in das Altertum zurückreichen.

## Umweltschutz im Zielsystem von Unternehmen
Der Umweltschutz kann als eigenständiges Ziel im Zielsystem eines Unternehmens als Formalziel verankert werden.
Um die betriebliche Umweltökonomik in die Ziele des Unternehmens zu integrieren, ist eine Entwicklung vom Leitbild hin zur Ableitung von konkreten Zielen nötig. Um den Grad der Zielerreichung zu messen, setzen Unternehmen Instrumente, wie zum Beispiel Indikatorensysteme, ein und ergreifen Maßnahmen, um Lücken zu schließen.

### Auswirkung auf klassische Unternehmensziele
Die Integration der Ökologieorientierung kann unterschiedliche Wirkungen auf die klassischen Unternehmensziele, wie beispielsweise.die Gewinnmaximierung, haben. Hierbei wird zwischen komplementären, konkurrierenden und indifferenten Zielbeziehungen unterschieden. Darüber hinaus kommt es vor, dass das ökologische Ziel in ein klassisches Unternehmensziel überführt werden kann. In solch einem Fall wird von identischen Zielen gesprochen. Bei komplementären Zielbeziehungen hat das Ökologieziel (zum Beispiel Ressourceneinsparung) eine positive Auswirkung auf die klassischen Unternehmensziele (zum Beispiel Kostensenkung). Dazu im Gegensatz steht die konkurrierende Zielbeziehung. In solch einem Fall stehen sich die Verwirklichung von klassischen Zielen und ökologieorientierten Zielen im Weg und beeinflussen sich gegenseitig in negative Richtung (Trade-off). Liegt eine indifferente Zielbeziehung vor, kommt es weder zu einer positiven noch zu einer negativen Beeinflussung der gesetzten Ziele. Beide Seiten können unabhängig voneinander betrachtet und erreicht werden.
Viele Unternehmen definieren Unternehmenserfolg mittlerweile auch im Hinblick auf die langfristige Existenzsicherung (z. B.: Gewinn über  mehrere Perioden) des Unternehmens und die Akzeptanz aller relevanten Stakeholder (z. B.: Kapitalgeber).

### Strategien
Es lassen sich drei unternehmerische Nachhaltigkeitsstrategien unterscheiden: Effizienz, Konsistenz und Suffizienz.
Die Effizienzstrategie ist am weitesten verbreitet. Hierbei geht es um Entkoppelung von Wirtschaftsleistung und Umweltverbrauch, um die Substitution von Produkten und Verfahren durch nachhaltigere, in diesem Fall ressourcenschonende Produkte und Verfahren. Es ist die dominante Strategie, die vor allem auf technischen Fortschritt setzt. Sparsamere Fahrzeuge im Automobilbereich oder Reduzierung des Energie- und Materialverbrauchs in der Fertigung sind Beispiele hierfür. Die Grenzen dieser Strategie liegen im sogenannten Rebound-Effekt der auch als Jevons’ Paradoxon bekannt ist. Eine Effizienzsteigerung bei einem Gut oder einer Dienstleistung wirkt wie eine Preissenkung und ist damit, unter sonst gleichen Bedingungen, mit einer Zunahme der Nachfrage nach diesem Gut verbunden.
Die Konsistenzstrategie fokussiert auf die Kreislaufführung von Stoffen und Energie und hat somit das Schließen des materiellen und energetischen Durchflusses der Wirtschaftsprozesse zum Ziel. Konsistenz meint hier die Konsistenz mit natürlichen Stoffkreisläufen (siehe Ökoeffektivität). Nutzung von Abwärme und Wiederverwendung von Brauchwasser sind Beispiele in der Produktion, die Einrichtung kompletter Stoffkreisläufe bis hin zu dem, was als Industrielle Symbiose bezeichnet wird, gehen dabei deutlich weiter. Mit einer Konsistenzstrategie sind nicht nur technische Veränderungen nötig, sondern große organisatorische Änderungen bei Design, Produktion, Distribution und Redistribution von Produkten.
Schließlich die Suffizienzstrategie als die vielleicht unbequemste Strategie von allen: Eine Suffizienzstrategie zielt auf ein verändertes Nutzungsverhalten und auf eine Änderung von Bedürfnissen der Nutzer, seien es nun Endkunden oder Unternehmenskunden. Beispiele auf der Endkundenseite sind alle Geschäftsmodelle, die auf Zugang zum Produktnutzen ausgerichtet sind wie das Carsharing, welches einen reflexiven Konsum von Mobilitätsleistungen zur Folge hat.

## Anforderungen
Der Auslöser für ökologieorientiertes Denken in Unternehmen liegt nicht nur in der direkten Wahrnehmung der ökologischen Knappheit durch das Unternehmen selbst. Sie wird  durch die Ansprüche und Anforderungen verschiedener Interessengruppen verstärkt. Zwischen diesen Anspruchsgruppen (engl. Stakeholder) und dem Unternehmen bestehen Interdependenzen, welche erfordern, dass das Unternehmen den gestellten Erwartungen gerecht wird.

### Makroumfeld
Ökologische, gesellschaftliche, technologische, politische und ökonomische Rahmenbedingungen beeinflussen im Makroumfeld das Unternehmen und sind für alle Unternehmen in gleichem Umfang gültig.
Ökologische Rahmenbedingungen: Die ökologische Knappheit sowie die ökonomische Knappheit der Umweltmedien Boden, Wasser und Luft und fossilen Ressourcen erfordern, dass Unternehmen die Umwelt entlasten. Auf der anderen Seite stehen  ökologische Auswirkungen, die mit einer Umweltschädigung einhergehen. Dazu gehören beispielsweise der Treibhauseffekt, die Eutrophierung und Versauerung des Bodens.
Ökonomische Rahmenbedingungen: Ökonomische Rahmenbedingungen resultieren in erster Linie aus der Branchenzugehörigkeit eines Unternehmens. Charakteristisch dabei sind allgemeine Wachstums- und Entwicklungsgrößen, welche die Dynamik des Marktes kennzeichnen sowie Wettbewerbskonstellationen, welche hemmend oder fördernd auf das Unternehmen wirken können.
Der Einsatz von Umweltschutzmaßnahmen bedeutet kurzfristig einen wettbewerbsmäßigen Nachteil, führt jedoch auf lange Sicht durch den ökologiebedingten Produkt-Zusatznutzen zu einem Imagegewinn und einer höheren Gewinnspanne.
Technologische Rahmenbedingungen: Durch den „Stand der Wissenschaft“,  den „Stand der Technik“ sowie durch die „allgemeine anerkannten Regeln der Technik“ werden Unternehmen in ihrem Aktionsmöglichkeiten positiv oder negativ beeinflusst. So können sich durch die Etablierung einer neuen Technologie Chancen für das Unternehmen am Markt ergeben, oder beispielsweise durch Restriktionen gesamte Industriezweige (z. B. Kohleindustrie) entfallen. Im weiteren Sinne umfassen die technologischen Rahmenbedingungen standortabhängige Gegebenheiten wie Forschungseinrichtungen, Bildungs- und Kultureinrichtungen sowie die Akzeptanz der Technik/Technologie in der Bevölkerung (z. B. Biogasanlage).
Gesellschaftliche Rahmenbedingungen: Die gesellschaftlichen Rahmenbedingungen werden in erster Linie durch die vier Einflussgruppen Anwohner, Bürgerinitiativen und Verbände, Massenmedien sowie die breite Bevölkerung festgelegt. Diese versuchen ihre eigenen Interessen zu vertreten und durchzusetzen und beeinflussen dabei das Handeln der Unternehmen. Durch interaktive Wechselwirkungen zwischen den einzelnen Gruppen können umweltrelevante Themen verstärkt thematisiert oder abgeschwächt werden. Resultierend daraus ergeben sich Verhaltensänderungen der Verbraucher, welche durch zunehmendes Umweltbewusstsein die Unternehmen in die soziale Verantwortung (Corporate Social Responsibility) drängen.
Politische und rechtliche Rahmenbedingungen: Die Unternehmen werden durch ordnungspolitische, nicht-fiskalische Instrumente, wie zum Beispiel Umweltauflagen oder durch fiskalische Instrumente, wie zum Beispiel die Ökosteuer beeinflusst.
Hauptantrieb für ökologieorientiertes Handeln eines Unternehmens stellen die vom Staat festgelegten Rahmenbedingungen dar. Sie greifen immer dann, wenn die vom Unternehmen praktizierten Maßnahmen zum umweltbewussten Agieren für den Gesetzgeber nicht ausreichend sind. Die Umweltpolitik verfügt dabei über die unterschiedlichsten Instrumente (z. B. Auflagen, Finanzhilfen etc.) um unternehmerisches  Handeln zu steuern.

### Aufgabenumfeld
Im Umfeld eines Unternehmens befinden sich verschiedene Anspruchsgruppen, auch Stakeholder genannt, mit ihren Ansprüchen an das Unternehmen. Ziel ist es, möglichst allen Forderungen gerecht zu werden, was zwangsläufig zu Zielkollision führen muss. Die Intensität dieser Forderungen wird mit dem Konzept der ökologischen Betroffenheit gemessen. Anders als im Makroumfeld wirken die Stakeholder jeweils individuell auf jedes Unternehmen unterschiedlich.
Kunden: Nehmen Kunden selbst die ökologische Knappheit wahr, fragen sie vermehrt nach umweltfreundlicheren Produkten, zum Beispiel Bio-Lebensmittel. Sie bestimmen somit die produktrelevanten Eigenschaften und damit auch die Umweltfreundlichkeit eines Produktes. Andererseits kann ein Unternehmen durch ökologieorientiertes Marketing gezielt versuchen, die Einstellungen und Wünsche der Kunden positiv beeinflussen.
Lieferanten: Da  die Produktion eines Unternehmens nicht allein die Umweltfreundlichkeit eines Produktes beeinflussen kann, müssen die Lieferanten und Materialien mit in den Entscheidungsprozess einbezogen werden. Man unterscheidet zwischen einer Bewertung der Lieferanten an sich sowie einer Bewertung der Leistung eines Lieferanten.
Die Bewertung der Lieferanten kann dabei vorerst über eine Lieferantenvorauswahl mittels Selbstauskunft erfolgen. Dabei informiert der Lieferant über spezielle ökologieorientierte Produkte und Leistungen. Die weitergehende Bewertung kann über ein Lieferantenbewertungsverfahren geschehen, welches eine Beurteilung anhand charakteristischer umweltrelevanter Merkmale vornimmt. Ein Kriterium für die Lieferantenauswahl könnte dabei beispielsweise das Vorhandensein eines Umweltmanagementsystems (z. B. EMAS, DIN EN ISO 14001) darstellen. Eine weitere Methode zur Bewertung der Ökologieorientierung eines Lieferanten stellt die Zertifizierung (LINK) durch unabhängige Dritte dar.
Haben Unternehmen konkrete Ansprüche an die nachgefragte Leistung eines Lieferanten, so können umweltorientierte Kriterienkataloge den Auswahlprozess vereinfachen. Außerdem können Zusammensetzungszertifikate (z. B. unbedenkliche Inhaltsstoffe) sowie die Zertifizierung der Leistung durch Dritte gefordert werden.
Wettbewerber: Durch das Vorhandensein von unterschiedlichen Markteintritts- und Marktaustrittsbarrieren entstehen Wettbewerbsverschiebungen, die Unternehmen hinsichtlich einer zielgerichteten ökologischen Orientierung zu ihrem Vorteil nutzen können, oder aber durch sie nachteilig betroffen sind. Zur Erkennung solcher Wettbewerbsverschiebungen dient die ökologieorientierte Konkurrenzanalyse. Dabei sollen potentielle Wettbewerber im ökologieorientierten Umfeld erkannt, ihre Stärken und Schwächen (z. B. mittels SWOT-Analyse) identifiziert, deren zukünftige ökologische Strategien analysiert sowie ein entsprechendes Reaktionsprofil der Wettbewerber abgeleitet werden. Zur ökologieorientierten Einordnung des Unternehmens am Mark eignet sich ein Wettbewerberportfolio (LINK). Hinsichtlich der Ökologieorientierung  bestehen neue potentielle Wettbewerber mit möglichen Substituten der herkömmlichen Produkte. Darum obliegt es dem Unternehmen, selbst eigene strategische Wettbewerbsvorteile mittels Ökologieorientierung aufzubauen und zu erhalten.
Mitarbeiter: Die Verwirklichung einer umweltbewussten Unternehmensstrategie kann nur erfolgen, sofern alle Mitarbeiter eines Unternehmens mit in die Ökologieorientierung einbezogen werden.
Dies erfolgt zunächst durch die oberste Managementebene, welche für die umweltorientierte Unternehmenspolitik, die daraus resultierende Organisation des Unternehmens sowie für die Steuerung und Intensivierung von umweltrelevanten Aktionen verantwortlich ist.
Die mittlere Managementebene ist zuständig für die Führung von Einzelprojekten und der damit verbundenen ökologischen Schwachstellenanalyse sowie als Repräsentant umweltschutzrelevanter Sachverhalte nach außen.
Die unterste Managementebene hingegen ist Ansprechpartner für alle Mitarbeiter des Unternehmens hinsichtlich umweltpolitischer Fragestellungen, erarbeitet konkrete Umweltprojekte und ist zuständig für die Überwachung umweltgefährdender Anlagen.
Die betriebliche Verankerung von Umweltzuständigkeiten auf Führungsebene wird durch die Gesetzgebung gefordert (z. B. in BImSchG oder in KrW-/AbfG). Ebenso ist auf ausführender Ebene die Institution des Betriebsbeauftragten (z. B. Immissionsschutzbeauftragter, Abfallbeauftragter), welcher für die Eigenüberwachung des Unternehmens verantwortlich ist, gesetzlich vorgeschrieben.
Alle übrigen Mitarbeiter bestimmen zusätzlich, durch ihr direktes Verhalten oder ihre Handlungsintentionen auf allen Stufen der Leistungserstellung, inwieweit ein Unternehmen seine Ökologieorientierung verwirklichen kann.
Kreditgeber: Zum einen sehen sich die Kreditgeber durch die verstärkte Bedeutung der Umweltbranche weitläufigen Chancen bei der Vergabe von Krediten gegenübergestellt. Zum anderen entsteht jedoch für sie ein erhöhtes Risikopotential, da alle übrigen Branchen zunehmend Akzeptanz-, Ertrags- und Umsatzproblemen ausgesetzt sind. Durch eine ökologieorientierte Kreditwürdigkeitsprüfung wird versucht, die durch Umweltgefährdung entstehenden Risiken für die Kreditgeber zu minimieren. Diese kann wiederum eine Beeinflussung der Ökologieorientierung der Unternehmen nach sich ziehen.
Anteilseigner: Das zunehmende Umweltbewusstsein unter der Bevölkerung sowie die mit einer umweltgefährdenden Unternehmensführung verbundenen Risiken führen zwangsläufig auch dazu, dass Anleger oder Anteilseigner ökonomische Auswahlkriterien bei der Entscheidungsfindung in Betracht ziehen. Aktien und Anleihen werden nach ökologischen Kriterien ausgewählt oder es wird in Umweltfonds investiert. Die Motive reichen von sozialer Verantwortung über die Aufbesserung des Images bis zu rein ökonomischen Gründen wie z. B. Kosteneinsparungen. Zur Beurteilung der Ökologieorientierung eines Unternehmens dienen Öko-Ratings (z. B. Oekom Research) sowie Öko-Indizes (z. B. Dow Jones Sustainability Index). Durch Orientierung eines Unternehmens an den Ökologieansprüchen der Anleger, kann dies seine eigene Unternehmensidentität schaffen. Negatives Unternehmerverhalten kann jedoch demzufolge auch von außen sanktioniert werden.

## Wertschöpfungsstufen
Ein Produkt ist nur so umweltfreundlich wie seine Komponenten. Daher sind auch die Lieferanten in die Ökologieorientierung einzubeziehen. Sie sollten anhand von umweltrelevanten Kriterien bewertet und ausgewählt werden. Auch die Beachtung von Umweltzeichen kann bei der Auswahl helfen.
Grundlage für eine solche Betrachtung ist die ökologisch orientierte Analyse des Produktlebenszyklus. In der Umweltmanagement-Normenreihe ISO 14000ff (Norm ISO 14040) wird dieses Konzept unter der Bezeichnung Life Cycle Assessment (LCA) beschrieben. Dazu wird der Lebenszyklus eines Produktes in die primären Funktionsbereiche Beschaffung, Produktion, Absatz und Entsorgung sowie die die sekundären Funktionsbereiche Forschung und Entwicklung, Logistik, Personal/Organisation, Marketing und Controlling unterteilt. Für jeden Funktionsbereich werden die ökologischen Auswirkungen ermittelt und bilanziert („Ökobilanz“). Mit diesem Vorgehen lassen sich über alle Wertschöpfungsstufen hinweg Produktalternativen vergleichen oder ökologische Schwachstellen von Produkten erkennen.
Eine Steuerung der Funktionsbereiche ist  vorrangig mithilfe der Konzepte der Öko-Budgetierung und des Ökologie-Ergebnisses möglich.
Bei der Öko-Budgetierung wird ein Etat aufgestellt, der ausschließlich Ökologiekosten umfasst. Mit diesem Budget werden nun entweder restriktiv unter der Maßgabe der Kostenminimierung vorher festgelegte ökologische Vorgaben erreicht oder unter der Maßgabe der ökologischen Nutzenmaximierung Investitionen getätigt.
Beim Ökologie-Ergebnis-Konzept (bzw. Profit-Center-Konzept) werden neben den Kosten auch die Erlöse der Umweltmaßnahmen betrachtet. Diese Erlöse können dabei real vorhanden sein oder intern, z. B. durch den Gebrauch von Verschmutzungsrechten, verrechnet werden.

## Neue Entwicklungen
Seit einiger Zeit zeigt sich der Trend zur Erweiterung der Betrachtungsweise auf das Unternehmen und sein Umfeld hin zu Konzepten wie Corporate Social Responsibility (CSR), Corporate Citizenship (CC), Corporate Sustainability (CS) bzw. Nachhaltigkeitsmanagement.
Dabei nehmen Unternehmen ihre gesellschaftliche Rolle in einer globalisierten Welt stärker wahr (und/oder reflektieren sie) und beziehen ökologische und/oder soziale Belange in ihre Unternehmenstätigkeit ein. Das Nachhaltigkeitsmanagement strebt eine Integration ökologischer, sozialer und ökonomischer Ziele und eines Umwelt- und Sozialmanagements in das konventionelle ökonomische Management des Unternehmens an.

## Lehre
- Technische Universität Dresden: Fakultät Wirtschaftswissenschaften, Lehrstuhl für Betriebswirtschaftslehre insbesondere Betriebliche Umweltökonomie
- Universität Bremen: FB Wirtschaftswissenschaften, Lehrstuhl ABWL insb Nachhaltiges Management
- Martin-Luther-Universität Halle-Wittenberg: Institut für BWL, Lehrstuhl Betriebliches Umweltmanagement
- Leuphana Universität Lüneburg: MBA Sustainability Management am CSM Lüneburg